# Joseph Burtt Davy
Joseph Burtt Davy (Findern, 7 marzo 1870 – Birmingham, 20 agosto 1940) è stato un botanico inglese.

## Alcune opere
- Vernacular and Botanical Names of some South African Plants - Burtt Davy, Transvaal Agricultural Journal, April 1904
- Ferns of the Transvaal - Burtt Davy & V. G. Crawley, Report of the SA Association for the Advancement of Science, 1909
- A First Checklist of Flowering Plants and Ferns of the Transvaal and Swaziland - Burtt Davy & Mrs R. Leendertz Pott, Annals of the Tvl. Museum, 1912
- Maize: its History, Cultivation, Handling and Uses with Special Reference to South Africa - Burtt Davy, London, 1914
- A Manual of the Flowering Plants and Ferns of the Transvaal with Swaziland - Burtt Davy : Longmans, Green & Co.., 1932